# Helene Muller
Pour les articles homonymes, voir Muller.
Helene Muller, née le 25 avril 1978 à Pretoria, est une nageuse sud-africaine.

## Carrière
Helene Muller remporte aux Jeux africains de 1995 à Harare la médaille d'or sur les relais 4 x 100 mètres nage libre et quatre nages ainsi que la médaille d'argent sur le 50 mètres nage libre.
Aux Jeux olympiques d'été de 1996 à Atlanta, elle est quatrième de la finale  du relais 4 x 100 mètres quatre nages. Elle dispute ensuite les Jeux olympiques d'été de 2000 à Sydney, où elle termine notamment sixième de la finale du 100 mètres nage libre et cinquième de la finale du relais 4 x 100 mètres quatre nages.
Aux Jeux du Commonwealth de 2002 à Manchester, elle est médaillée d'argent du 100 mètres nage libre et du relais 4 x 100 quatre nages.